# Krösatågen
Krösatågen är ett regionaltågsystem som sedan 1985 transporterat passagerare på vissa sträckor i Jönköpings län och Kronobergs län och in i närliggande län, på uppdrag av de regionala kollektivtrafikmyndigheterna. De närliggande länen med Krösatåg är Hallands län, Kalmar län, Östergötlands län, Blekinge län och Skåne län.
Namnet är hämtat från de tidigare tågen som gick från Blekinge upp i Småland med vilka man åkte för att plocka kröson det vill säga lingon. Åren 1990–2002 bedrevs trafiken under namnet "Länstågen".

## Upphandling
Trafiken sker på uppdrag av de regionala kollektivtrafikmyndigheterna i sex av de sju trafikerade länen. (Regionala kollektivtrafikmyndigheten i Östergötlands län deltar inte i upphandlingen.)
Biljetterna följer trafikhuvudmännens system, men biljetter säljs även via Resplus-systemet. 
Den 12 december 2010 började DSB köra Krösatågen genom dotterföretaget DSB Småland AB.
Den 1 mars 2014 tog Veolia Transport (nuvarande Transdev) över operatörsansvaret för Krösatågen eftersom DSB Smålands uppdrag avslutats genom en skiljedom.
Den 9 december 2018 tog Tågkompaniet, nuvarande Vy Tåg, över driften av Krösatågen efter Transdev. 
Den 12 december 2021 tog SJ över driften av Krösatågen och Kustpilen, som samtidigt bytte varumärke till Krösatågen. Avtalet sträcker sig över 12 år.

## Linjenätets utveckling
De ursprungliga sträckorna var Jönköping–Vaggeryd och Nässjö–Vetlanda–Åseda, som ett par år senare utökades med Nässjö–Vaggeryd–Värnamo–Halmstad och Nässjö–Hultsfred–Oskarshamn. I samband med denna utökning, ändrades namnet till Länstågen, men år 2002 återtogs namnet Krösatågen.
I takt med att antalet fjärrtågsstopp i bl.a. Sävsjö minskade under 2000-talet började länstrafikbolaget även trafikera Södra stambanan mellan Nässjö–Sävsjö–Stockaryd(–Alvesta). Sträckan trafikerades inledningsvis, trots elektrifiering, av dieselmotorvagnar littera Y1 och Y31/Y32 på grund av Krösatågens begränsade vagnpark. I och med Krösatågens inköp av ytterligare elmotorvagnar 2014 lades den huvudsakliga trafiken mellan residensstäderna om, från sträckan Jönköping–Värnamo–Växjö till sträckan Jönköping–Nässjö–Sävsjö–Alvesta–Växjö, via Södra stambanan.
Krösatågen tog också upp trafiken på sträckan Nässjö–Jönköping. Mellan Nässjö och Jönköping körs både Krösatåg och Västtåg.
Den 15 december 2013 utvidgades nätet då Krösatågen började trafikera linjerna Karlskrona–Emmaboda–Kalmar och Växjö–Alvesta–Hässleholm.
Berörda regionala kollektivtrafikmyndigheter och kommunerna beslutade våren 2014 att lägga ned trafiken på sträckan Oskarshamn–Eksjö från december 2014.
1 juni 2015 ersattes Östgötapendeln av Krösatågen på sträckan Jönköping–Tranås.
Under 2016 och 2017 var det stora störningar i trafiken på grund av fordonsbrist, dels på grund av tyngre underhåll, samt fordon som varit borta för reparation en längre tid efter olyckor, och dels för att man gjort sig av med fordon till Västtrafik. Detta har lett till många inställda tågturer, under kortare och längre tider. Värst drabbat har sträckorna Nässjö–Vetlanda och Nässjö–Eksjö varit. Under hösten 2017 var all krösatågstrafik inställd mellan Nässjö och Eksjö för att frigöra fordon till andra sträckor.
Den 12 december 2021 överfördes tågsystemet Kustpilen med linjerna Linköping–Västervik (Tjustbanan) och Linköping–Kalmar (Stångådalsbanan) till Krösatågen. Därmed trafikerar Krösatågen sju län i södra Sverige.
Den 11 december 2023 infördes en linje mellan Växjö och Kalmar.

## Fordon
Från 2002 kördes Krösatågen med den dieseldrivna motorvagnen Y1 och från 2003 även med Y31/Y32. Y1-motorvagnarna försvann från trafiken 2011 och Krösatågen trafikeras nu av Y31/Y32 samt av de eldrivna motorvagnarna X11 och X14 som tidigare har rullat som Pågatåg i Skåne samt som Östgötapendeln i Östergötland. Fyra överflödiga X11-fordon hyrdes ut till UL:s Upptåget mellan april 2017 och januari 2020, framförallt till Salalinjen.
I november 2024 levereras det första av de 28 lingonröda Krösatågen av en helt ny motorvagnstyp, från spanska CAF. Därefter levereras ett fordon i månaden, som då ersätter nuvarande Krösatåg/Kustpilen. På de sträckor som inte är elektrifierade, kommer man att använda 8 fordon som både kan köra på fossilfri biodiesel och köra på el,  så kallade bimodala fordon. De nya motorvagnarna har fått littera ER3/BIR1 och den nya lingonröda färgsättningen skall föra tankarna till ”krösa”.

## Linjer
Krösatågen trafikerar följande linjer:
| Linje | Sträcka                                  |
| 79    | Jönköping–Tranås                         |
| 83    | Västervik–Linköping                      |
| 84    | Kalmar–Linköping                         |
| 85    | (Jönköping–)Nässjö–Eksjö                 |
| 86    | Nässjö–Vaggeryd–Värnamo–Halmstad         |
| 87    | Jönköping–Vaggeryd–Värnamo–Alvesta–Växjö |
| 88    | Nässjö–Vetlanda                          |
| 89    | Nässjö–Sävsjö–Alvesta–Växjö              |
| 92    | Hässleholm–Alvesta–Växjö                 |
| 97    | Emmaboda–Karlskrona                      |
| 98    | Kalmar–Emmaboda–Växjö                    |

## Bilder

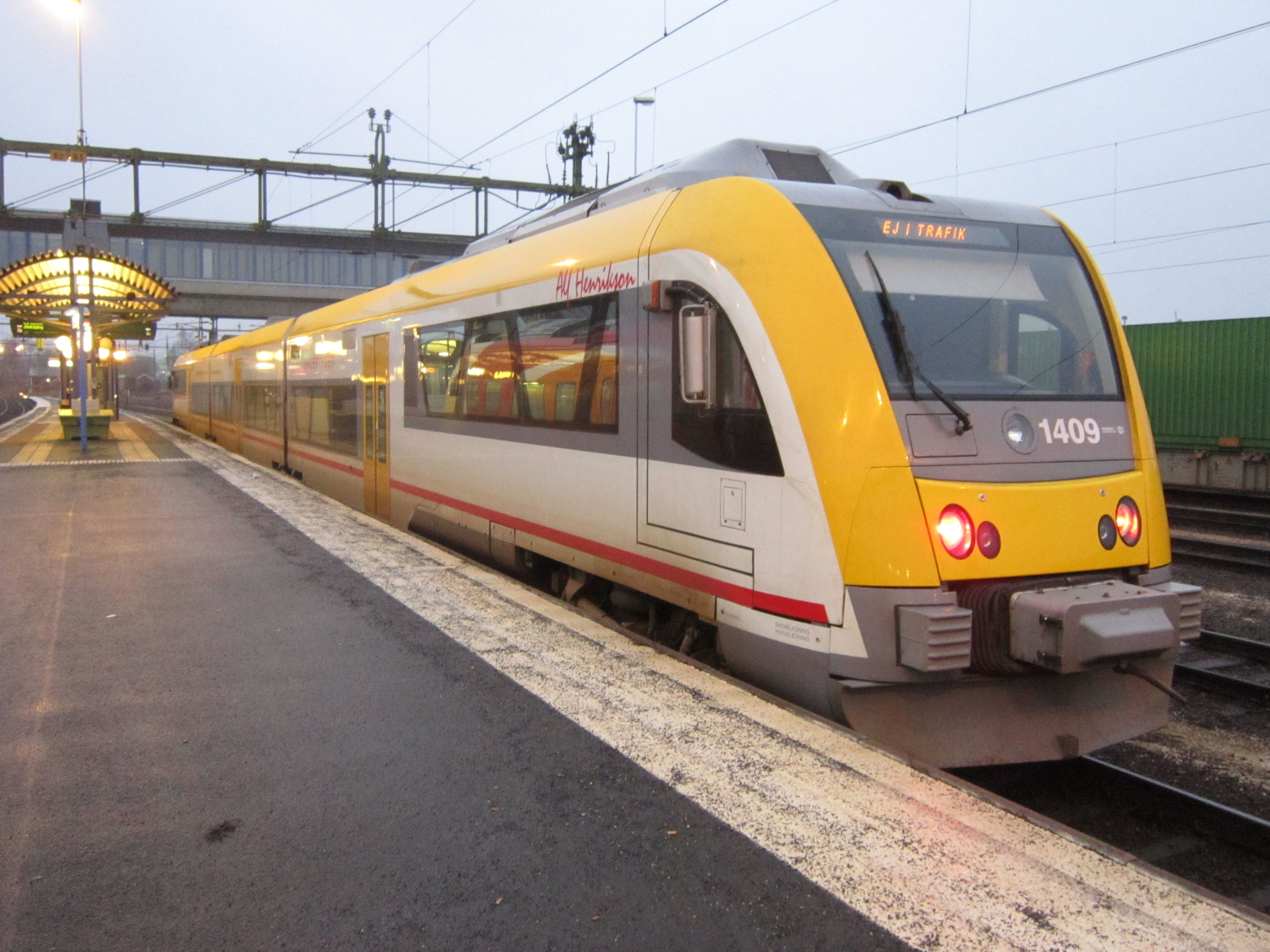
Motorvagn Y32 på Nässjö station
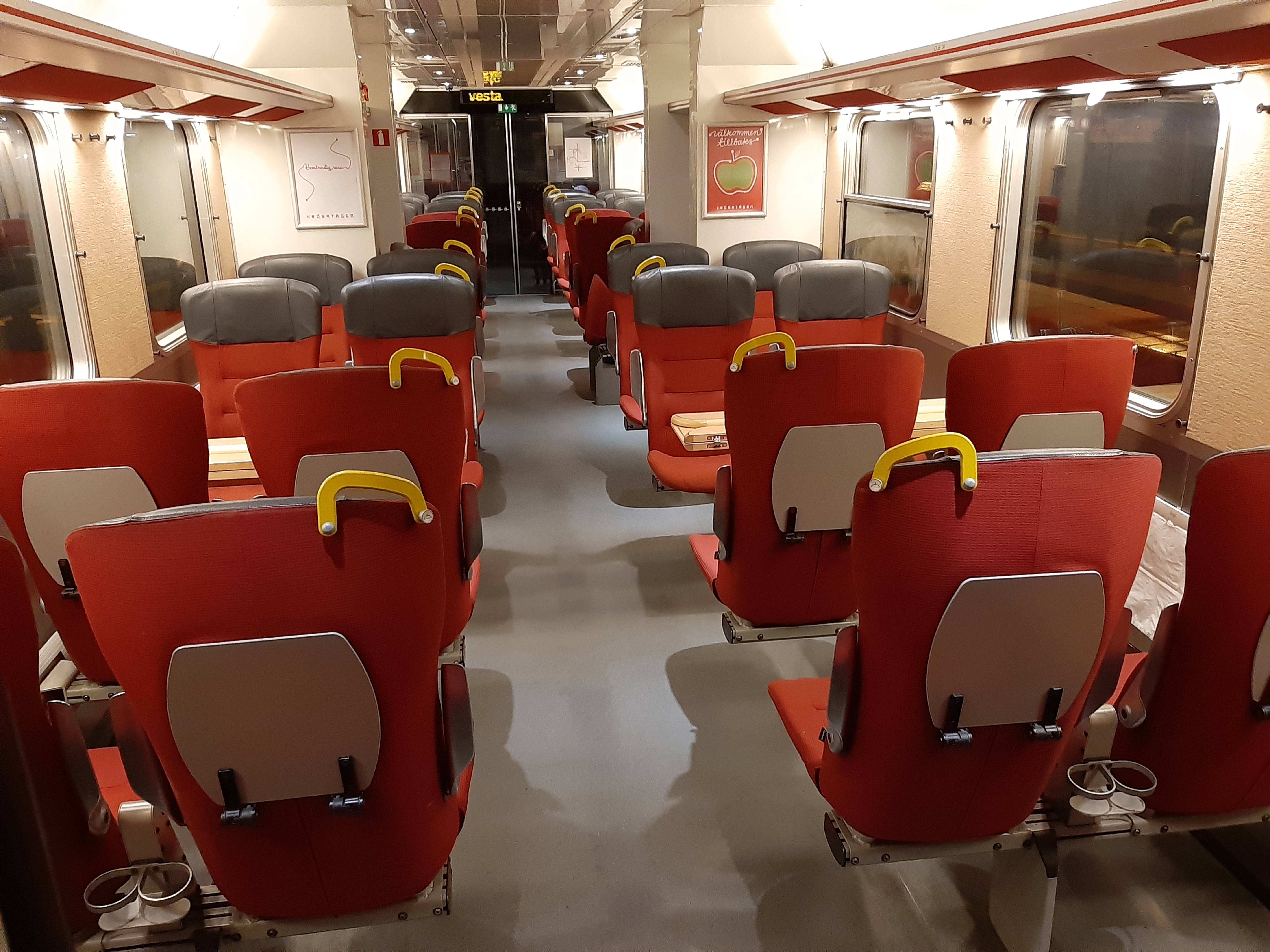
Interiör 2020 i en X11 som renoverats och går som Krösatåg i trafik mellan Växjö och Hässleholm (och som tidigare gått som Pågatåg i Skåne).
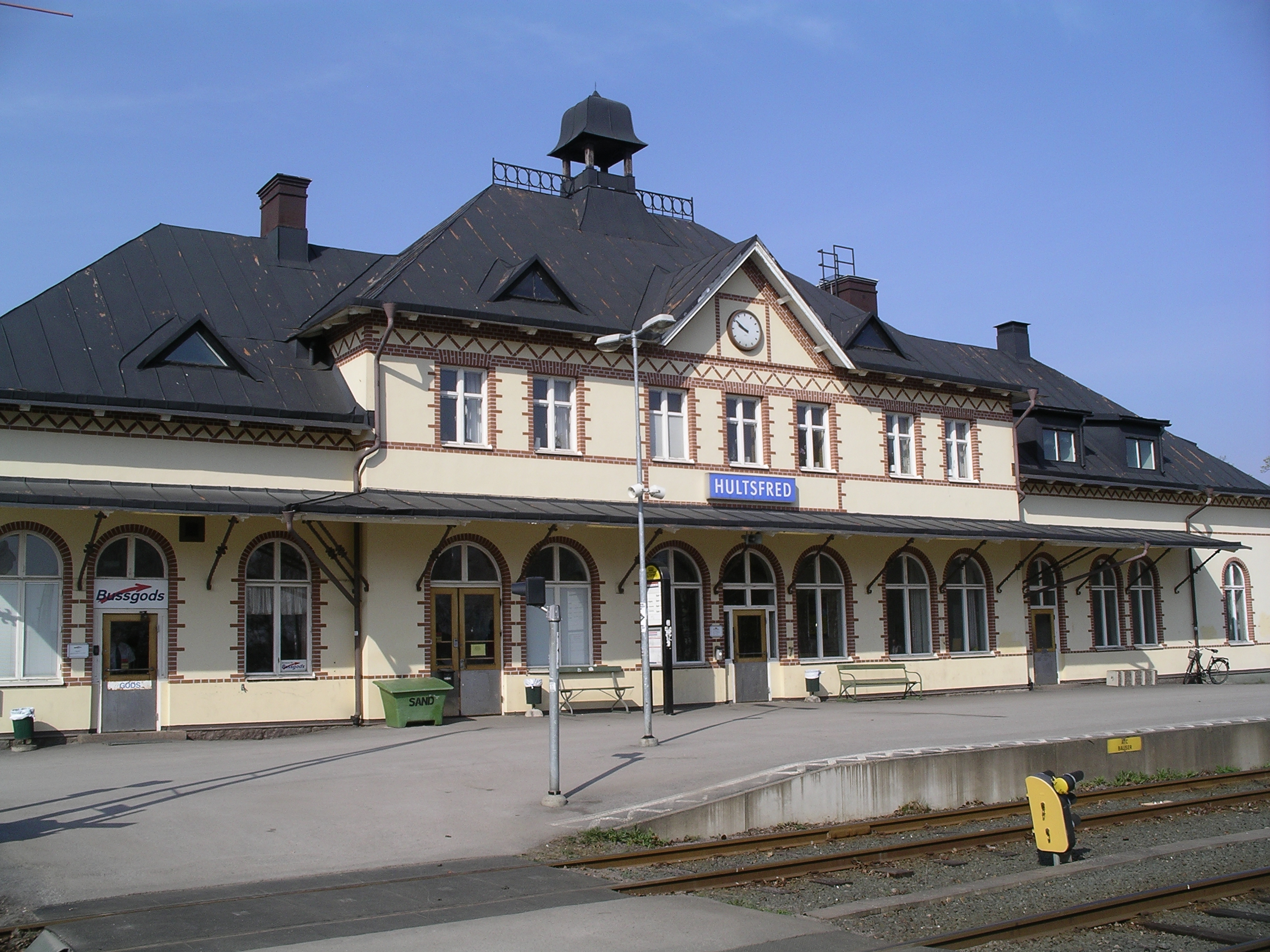
Hultsfreds station, trafikeras av krösatågen på Kalmar-Linköping linjen
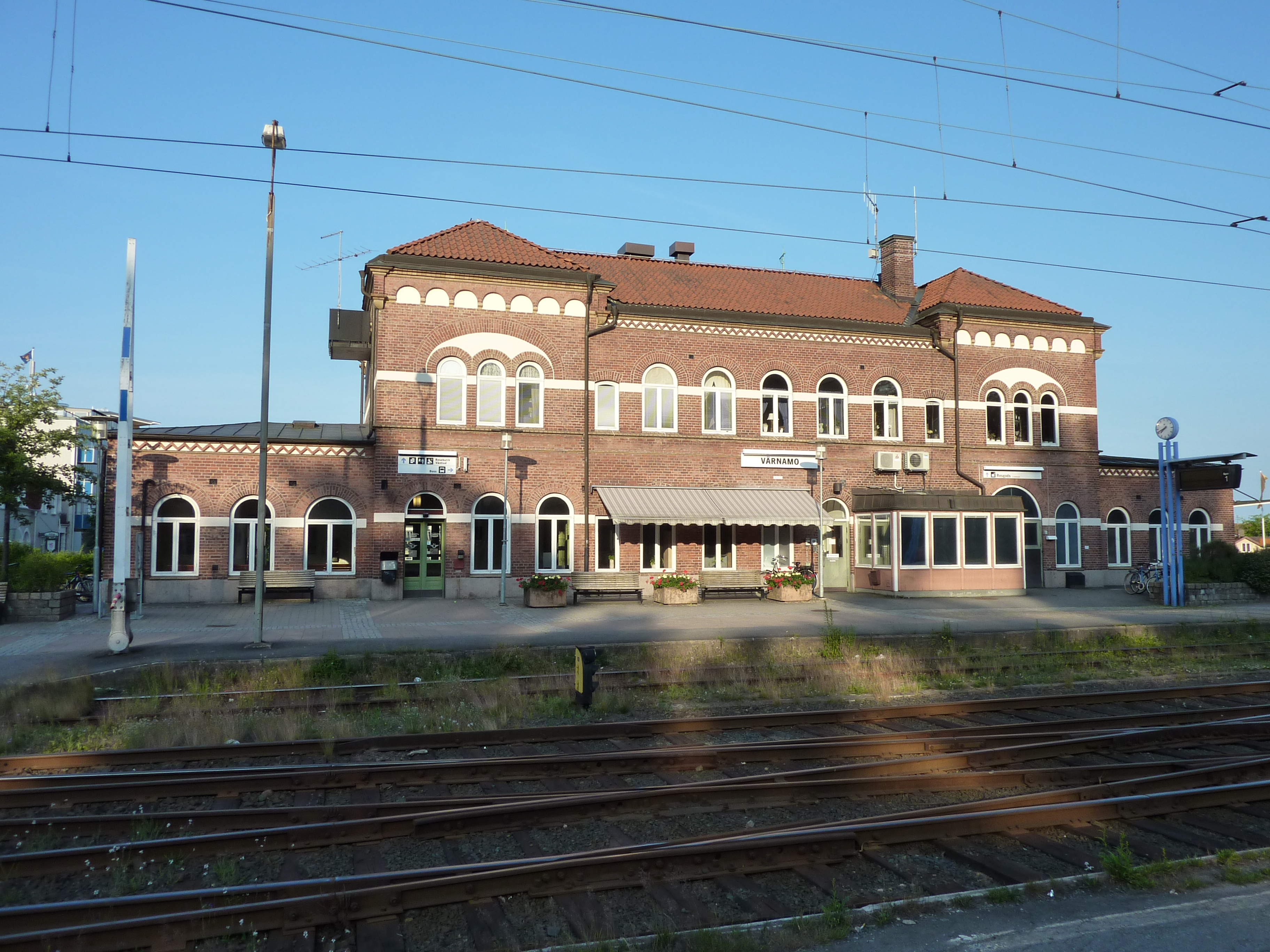
Värnamo station